# Krakowskie Przedmieście
La calle Krakowskie Przedmieście (Suburbio de Cracovia) es una majestuosa calle de Varsovia que cuenta con numerosos edificios, monumentos e iglesias que dan cuenta de su rico pasado aristocrático. Forma parte de la denominada "Ruta Real" de la capital polaca.

## Historia
Parte de la plaza del Castillo y termina en la calle Oboźna, pasando a llamarse Nowy Świat (calle Nuevo Mundo). Al principio conocida como Suburbio de Czersk (por la ciudad Czersk), a comienzos del siglo XV, tras la construcción del Convento de los Bernardinos, pasó a llamarse calle de los Bernardinos. En el siglo XVI adquirió su nombre actual.

## Objetos destacados
Entre las edificaciones más notables están: la Iglesia de Santa Ana, el Convento de los Bernardinos, el Palacio Kazanowski, la Iglesia de la Asunción de la Virgen María y de San José, el palacio Kazimierz, el Palacio Presidencial, el palacio Potocki, la Universidad de Varsovia (campus principal), el Palacio Czapski y la Iglesia de la Santa Cruz.

## Galería

### La calle en Canaletto

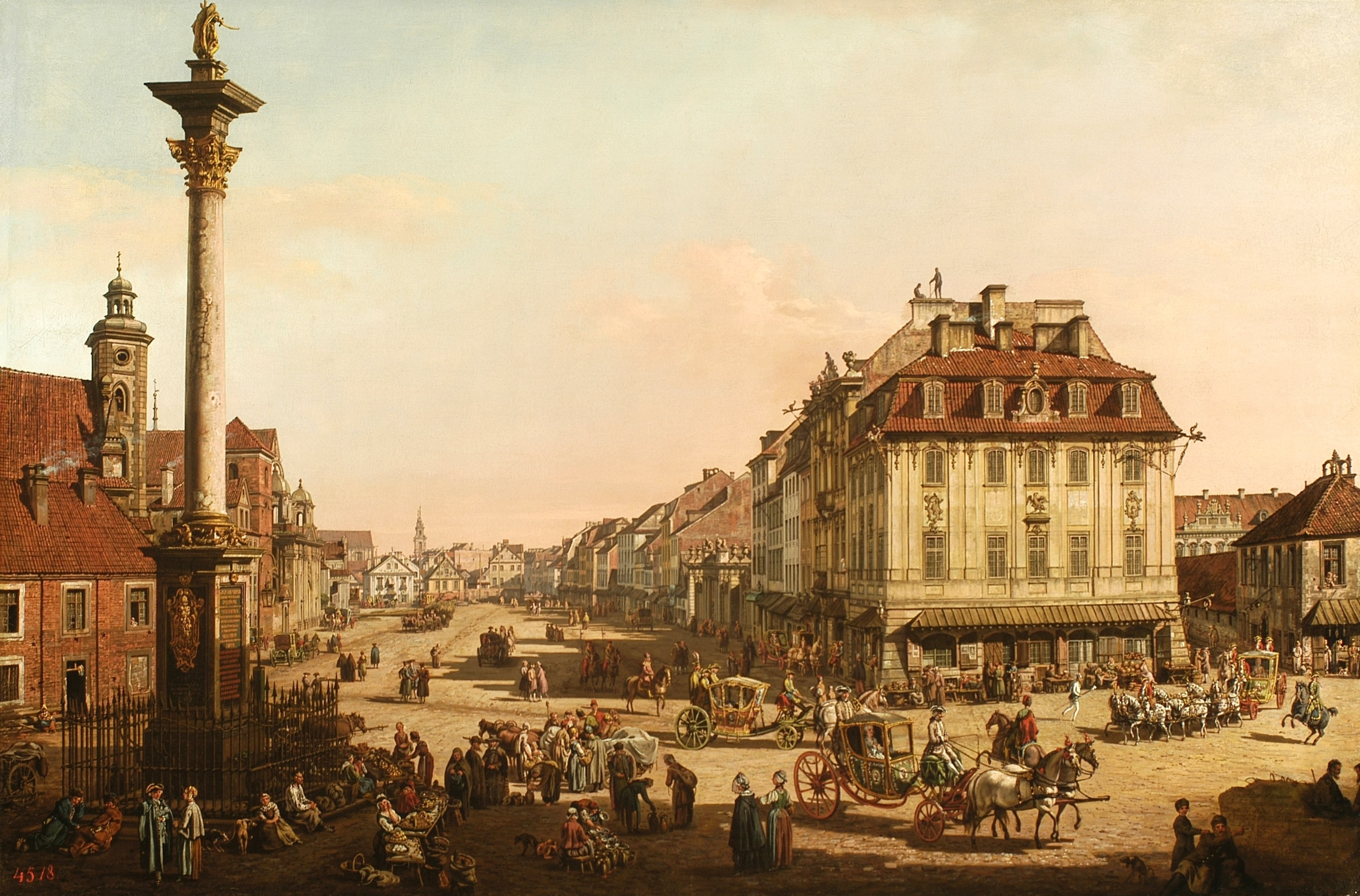
Vista desde la Plaza del Castillo
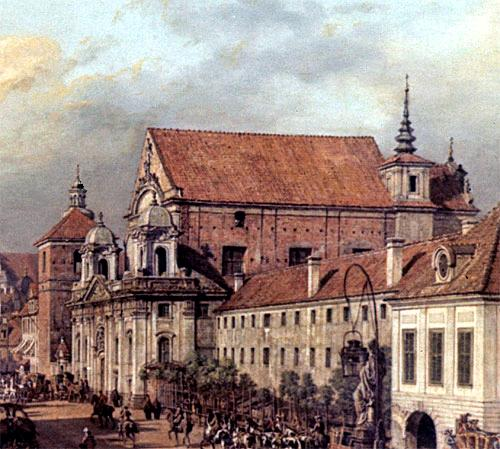
Detalle de la Iglesia de Santa Ana
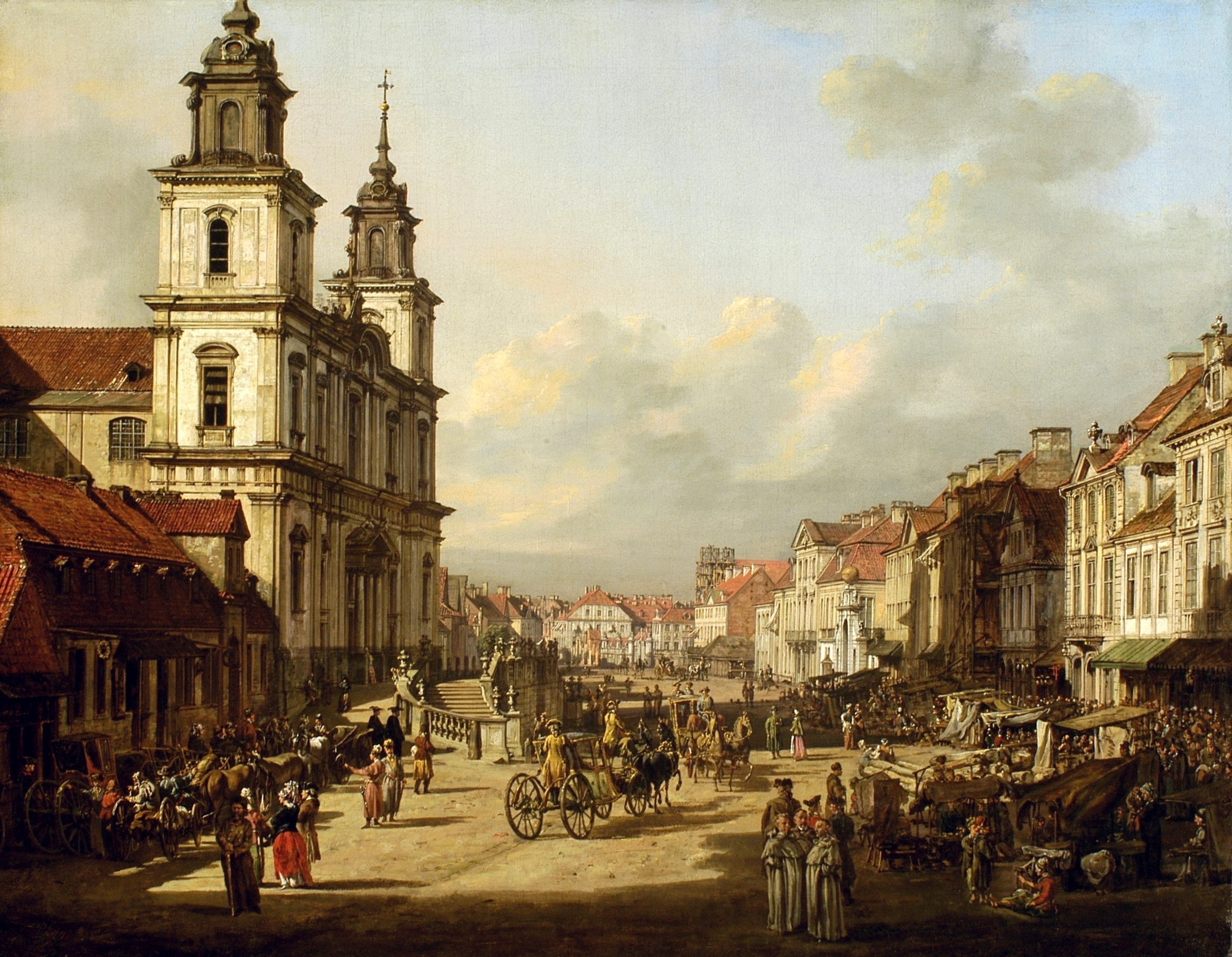
Vista desde la calle Nowy Świat
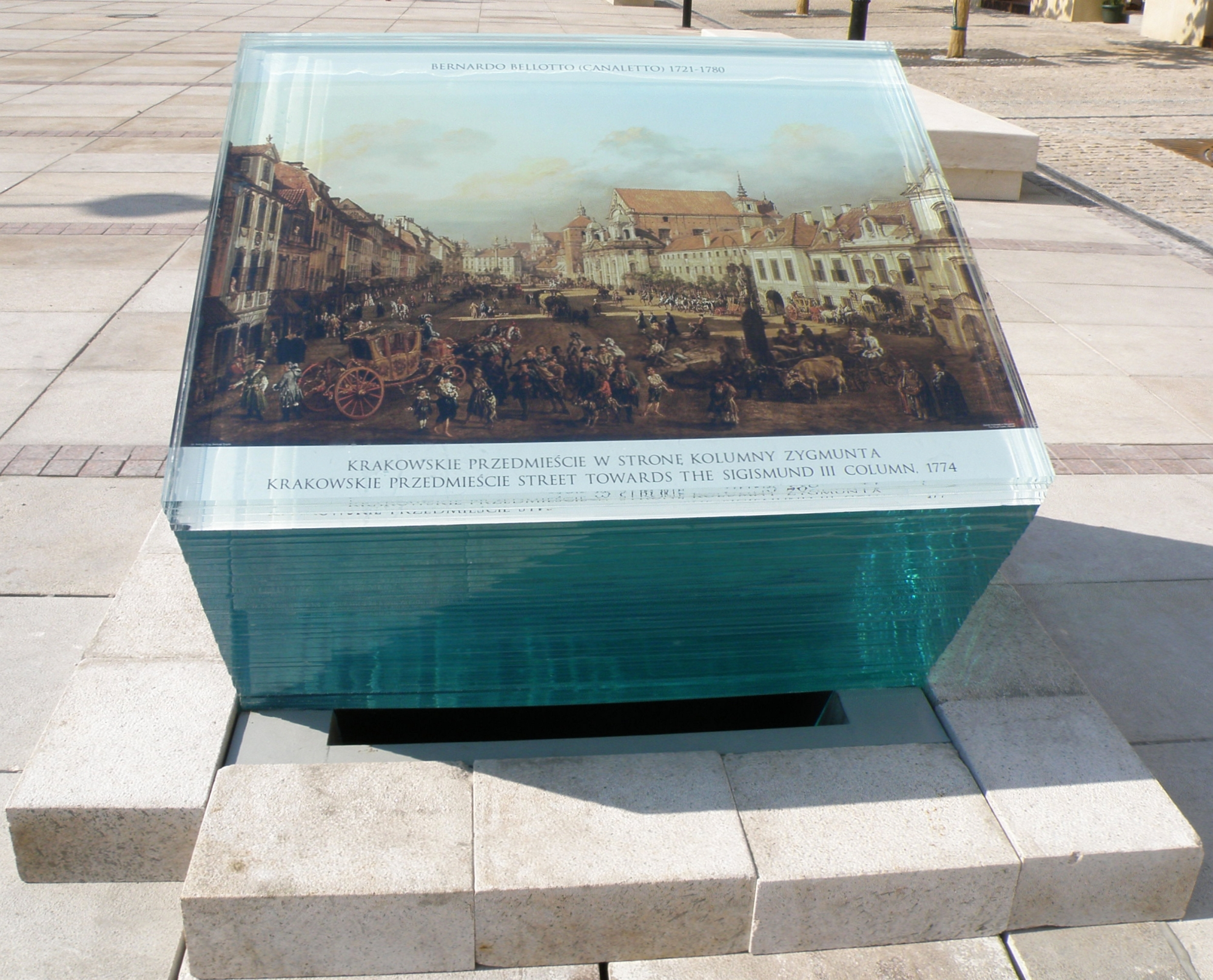
Información turística sobre el Canaletto

### Monumentos

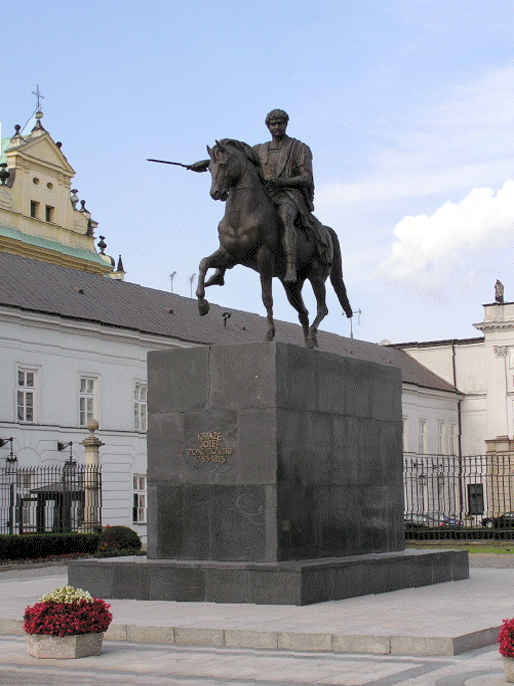
Monumento a Józef Poniatowski (1816)
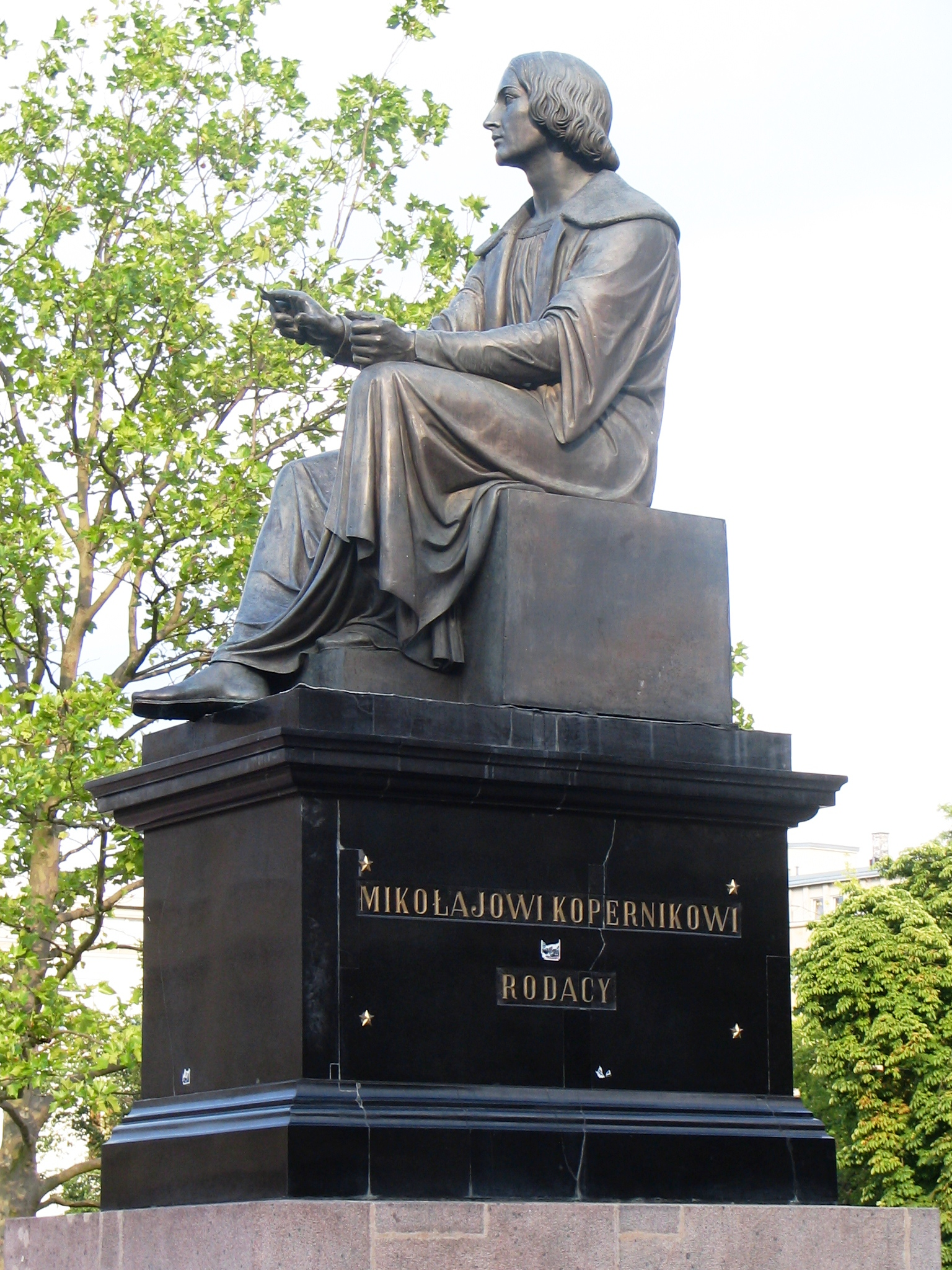
Monumento a Nicolaus Copernicus (1822)
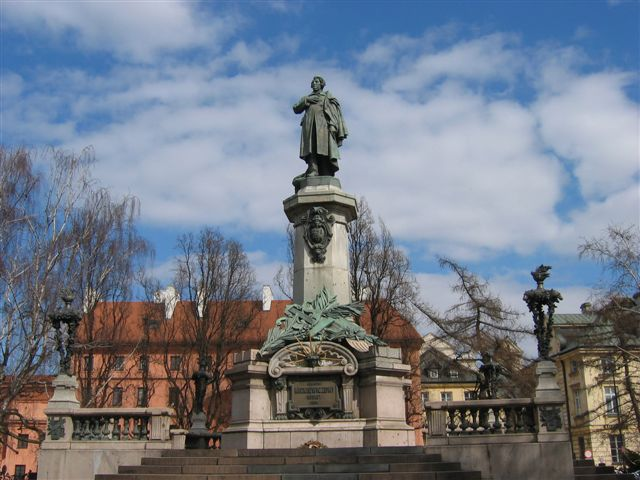
Monumento a Adam Mickiewicz (1898)